# Johan Peter Emilius Hartmann

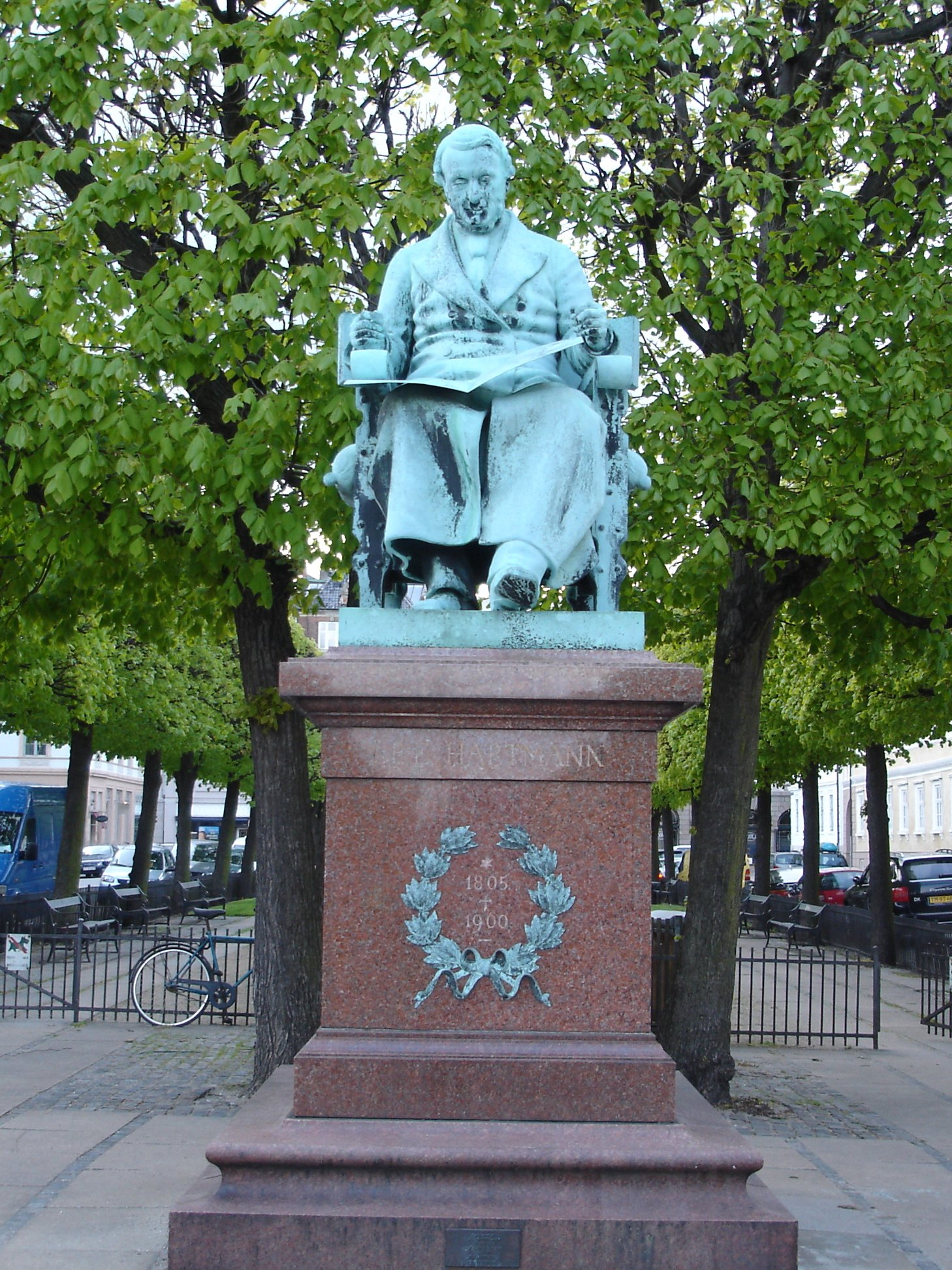
J.P.E. Hartmann.

Johann Peter Emilius Hartmann, vanligen skrivet J.P.E. Hartmann, född 14 maj 1805, död 10 mars 1900, var en av Danmarks mest inflytelserika tonsättare. Hans körverk Vølvens spådom är upptagen i Danmarks kulturkanon.

## Biografi
Hartmann var son till August Wilhelm Hartmann, gift med Emma Hartmann samt far till Emil och Carl Christian Ernst Hartmann. Han  utbildade sig först till jurist. Han var också en skicklig organist och blev redan som 19-åring utnämnd till organist i Garnisonskirken i Köpenhamn. Han efterträdde där sin far. År 1827 blev han lärare vid det nyligen inrättade Det Kongelige Danske Musikkonservatorium.
Befattningen som organist behöll han till sent i livet, men efter hand kom det egna komponerandet att ta allt större plats. Han blev professor vid Köpenhamns universitet 1849 och direktör för Musikkonservatoriet 1867. År 1836 deltog Hartmann i bildandet av Musikforeningen i Köpenhamn och 1839 var han också med och bildade Studenter-Sangforeningen. Sedermera blev han ordförande i bägge dessa föreningar.
Som tonsättare stod Hartmann på romantisk grund men utvecklade en personlig stil som pekar fram emot Carl Nielsens. Han producerade i de flesta musikaliska genrer. Hartmann invaldes som utländsk ledamot i Kungliga Musikaliska Akademien 1857.
Melodramen Guldhornene (1832) räknas som hans genombrott. Operan Liden Kirsten (1846) med libretto av H.C. Andersen är ett av huvudverken i dansk musik. Hartman skapade också baletter i nordisk stil tillsammans med Bournonville. Hans kantater och körverk utgjorde betydande inslag i kulturlivet i Köpenhamn. Många av hans sånger och psalmer vann bestående popularitet i Danmark.

## Utmärkelser
- Professors namn,  1849[5]
- Dannebrogsmännens hederstecken,  1852[5]
- Hedersdoktor vid Köpenhamns universitet,  1874[8]
- Förtjänstmedaljen i guld,  1885[5]
- Storkors i briljanter av Dannebrogorden,  1895[5]

[Redigera Wikidata]